# 4-es busz (Sopron)
A soproni 4-es jelzésű autóbusz Ipar körút, vámudvar és Ágfalvi úti lakótelep, valamint Ágfalvi úti lakótelep és Lackner Kristóf utca, autóbusz-állomás végállomások között közlekedik.

## Története
Az autóbusz korábban az Anger-rét (most: Anger-rét sporttelep) és a SOFA (most: Terv utca) között közlekedett, a Híd utca - Várkerület, ellenkező irányban az Ógabona tér - Lackner Kristóf utca - Ferenczy János utca - Kossuth Lajos utcán keresztül. Később a Fraknói utca, Szent István templomtól a Csengery utca - Frankenburg út - Baross úton keresztül az Ágfalvi úti lakótelepig járt, és ugyanezen az útvonalon haladt visszafelé is. 2001. június 11-től módosult az útvonala: a Fraknói utca, Szent István templomtól a Csengery utca - Mátyás király utca - Várkerület - Lackner Kristóf utca - Táncsics Mihály utca - Kossuth Lajos utca - Baross úton ment az Ágfalvi úti lakótelepig, majd onnan a Baross út - Kossuth Lajos utca - Táncsics Mihály utca - Lackner Kristóf utca - Ógabona tér - Erzsébet utcán keresztül a GYSEV pályaudvarig. 2002. június 17-től az autóbusz a Fraknói utca, Szent István templom és Ágfalvi úti lakótelep között változatlan útvonalon, az Ágfalvi úti lakóteleptől viszont a Kossuth Lajos utca - Frankenburg út - Csatkai Endre utca - Csengery utca - GYSEV pályaudvar - Várkerületen keresztül a Lackner Kristóf utcai autóbusz-állomásig közlekedik.
 2008. április 14-től a 4-es busz a Fraknói utca, Szent István templom megállóhely helyett az Ipar körút, vámudvartól indul. Korábban a 20A, 20AF és 20F jelzésű járatok közlekedtek a Fraknói utcáig, majd indultak tovább 4-es jelzéssel. Jelenleg az autóbusz az Ipar körút, vámudvarhoz 5A jelzéssel érkezik meg.
 2015. december 12-ig a 4-es busz a Várkerület helyett az Ógabona téren keresztül közlekedik. Az útvonal módosítására az új várkerületi ütemes menetrend kialakítása miatt volt szükség, amelybe ezt járatot nem lehetett beilleszteni.
 2024. május 1-jétől a járat a Fraknói utca érintése nélkül közlekedik.
 2024. május 21-től a Terv utca és az Öntöde utca közötti vasúti átjárót lezárták, ezért az autóbuszok az újonnan épített felüljárón át közlekednek, így az Öntöde utca (korábban: Ágfalvi út, vasöntöde) megállóhelyet a továbbiakban nem érintik.
 2024. december 15-től a Berkenye utca elnevezésű megállóhely megszűnt, így a buszok a Terv utca és az Ágfalvi úti lakótelep között nem állnak meg.

## Útvonal
| Ipar körút, vámudvar → Ágfalvi úti lakótelep |
| --- |
| Ipar körút, vámudvar végállomás – Ipar körút – Győri út – Csengery utca – Mátyás király utca – Széchenyi tér – Petőfi tér – Ógabona tér – Lackner Kristóf utca – Selmeci utca – Táncsics Mihály utca – Kossuth Lajos utca – Baross út – Terv utca – összekötő út – Ágfalvi út – Ágfalvi úti lakótelep végállomás |

| Ágfalvi úti lakótelep → Lackner Kristóf utca, autóbusz-állomás |
| --- |
| Ágfalvi úti lakótelep végállomás – Ágfalvi út – Heimler Károly utca – Kelénpataki utca – Kertvárosi utca – Ágfalvi út – összekötő út – Terv utca – Baross út – Kossuth Lajos utca – Vörösmarty Mihály utca – Frankenburg út – Csatkai Endre utca – Csengery utca – Erzsébet utca – Állomás utca – Mátyás király utca – Széchenyi tér – Petőfi tér – Ógabona tér – Lackner Kristóf utca – Lackner Kristóf utca, autóbusz-állomás végállomás |

## Megállóhelyek
| Távolság (km) | Idő (perc) | Megállóhely neve / korábbi neve(i)                          | Átszállási lehetőségek | Fontosabb nevezetességek, helyek, áruházak és intézmények a közelben |
| ------------- | ---------- | ----------------------------------------------------------- | --- | --- |
| 0             | 0          | Ipar körút, vámudvar Ipar körút 19.                         | 5, 5A, 5B, 5Y | Vám- és Pénzügyőri Hivatal Soproni Szolgálati Hely |
| 0,5           | 1          | Ipar körút, TESCO áruház                                    | 5, 5A, 5B, 5T, 5Y, 22 Helyközi és távolsági autóbuszjáratok | AlphApark bevásárlóudvar Family Center bevásárlóudvar TESCO áruház Aldi áruház OBI áruház Mömax áruház Burger King étterem KFC étterem                                                          |
| 0,9           | 2          | Győri út, AlphApark Győri út, postaüzemek                   | 5, 5A, 5B, 5T, 5Y, 22 Helyközi és távolsági autóbuszjáratok | AlphApark bevásárlóudvar Family Center bevásárlóudvar TESCO áruház Aldi áruház OBI áruház Mömax áruház Burger King étterem KFC étterem                                                          |
| 1,4           | 3          | Győri út, autómosó Győri út, Agip benzinkút                 | 5, 5A, 5T, 5Y, 22 | Lidl áruház |
| 2,0           | 5          | Csengery utca, kórház Csengery utca, OMV benzinkút (kórház) | 5, 5A, 5T, 5Y, 7, 7A, 7B, 7T, 11, 11A, 11B, 11Y, 22, 27, 27A, 27B, 27T, 27Y, 32 Helyközi és távolsági autóbuszjáratok                                                            | Soproni Erzsébet Oktató Kórház és Rehabilitációs Intézet Posta |
| 2,2           | 7          | Csengery utca 89.                                           | 5, 5A, 5T, 5Y, 7, 7A, 7B, 7T, 11, 11A, 11B, 11Y, 22, 27, 27A, 27B, 27T, 27Y, 32 Helyközi és távolsági autóbuszjáratok                                                            | Soproni Erzsébet Oktató Kórház és Rehabilitációs Intézet Posta |
| 2,5           | 8          | Csengery utca, nyomda                                       | 1, 2, 3Y, 5, 5A, 5T, 7, 7A, 7B, 7T, 10, 10B, 10Y, 11, 11A, 11B, 11Y, 12, 12B, 22, 27, 27A, 27B, 27T, 27Y, 32 Helyközi és távolsági autóbuszjáratok                               | Sopron vasútállomás GYSEV Zrt. SPAR szupermarket |
| 2,8           | 10         | Mátyás király utca, Deák tér                                | 1, 2, 3Y, 5, 5A, 5B, 5T, 7, 7A, 7B, 7T, 10, 10B, 10Y, 11, 11A, 11B, 11Y, 12, 12B, 27Y, 32                                                                                        | Liszt Ferenc Konferencia- és Kulturális Központ Soproni Petőfi Színház Posta Soproni Szent Júdás Tádé-templom SOE Lámfalussy Sándor Közgazdaságtudományi Kar Európa leghosszabb tere – Deák tér |
| 3,2           | 11         | Széchenyi tér                                               | 1, 2, 3Y, 5, 5A, 5B, 5T, 7, 7A, 7B, 7T, 10, 10B, 10Y, 11, 11A, 11B, 11Y, 12, 12B, 13B, 14, 14B, 15, 15A, 22, 27, 27A, 27B, 27T, 27Y, 32, 33                                      | Liszt Ferenc Konferencia- és Kulturális Központ Soproni Petőfi Színház Posta Soproni Szent Júdás Tádé-templom SOE Lámfalussy Sándor Közgazdaságtudományi Kar Európa leghosszabb tere – Deák tér |
| 3,7           | 13         | Ógabona tér, Újteleki utca                                  | 1, 2, 3Y, 5, 5A, 5B, 5T, 7, 7A, 7B, 7T, 10, 10B, 10Y, 11Y, 12, 12B, 13, 14, 14B, 15, 15A, 32, 33                                                                                 | Tűztorony Városháza Szentháromság-szobor Szent György-templom |
| 4,2           | 15         | Lackner Kristóf utca, autóbusz-állomás                      | 1, 2, 3, 3Y, 5, 5A, 5B, 5T, 5Y, 7, 7A, 7B, 7T, 8, 10, 10B, 10Y, 11Y, 12, 12B, 13, 13B, 14, 14B, 15, 15A, 17, 21, 27, 27A, 27B, 27T, 32, 33 Helyközi és távolsági autóbuszjáratok | Soproni autóbusz-állomás Soproni Rendőrkapitányság Káposztás utcai Stadion INTERSPAR áruház Vásárcsarnok                                                                                        |
| 4,8           | 16         | Táncsics utca, templom Táncsics utca 4.                     | 3, 11, 11A, 11B, 21, 22, 27Y | Jézus Szíve templom Soproni SZC Vendéglátó, Kereskedelmi Technikum és Kollégium SOE Benedek Elek Pedagógiai Kar                                                                                 |
| 5,2           | 17         | Kossuth Lajos utca, Vadász utca Kossuth Lajos utca 20.      | 3, 21, 22 | Sopron-Déli pályaudvar Sopron vármegye Makett és Emlékpark |
| 5,5           | 19         | Baross út, Déli pályaudvar                                  | | Sopron-Déli pályaudvar Sopron vármegye Makett és Emlékpark |
| 6,2           | 19         | Baross út, sörgyár Baross út, szőnyeggyár                   | | Heineken Hungária Sörgyárak Zrt. |
| 6,6           | 20         | Terv utca Terv utca, SOFA                                   | | Heineken Hungária Sörgyárak Zrt. |
| 9,2           | 24         | Ágfalvi úti lakótelep                                       | 21, 22 | |

| Távolság (km) | Idő (perc) | Megállóhely neve / korábbi neve(i)                     | Átszállási lehetőségek | Fontosabb nevezetességek, helyek, áruházak és intézmények a közelben |
| ------------- | ---------- | ------------------------------------------------------ | --- | --- |
| 0             | 0          | Ágfalvi úti lakótelep                                  | 21, 22 | |
| 3,0           | 5          | Terv utca Terv utca, SOFA                              | | Heineken Hungária Sörgyárak Zrt. |
| 3,5           | 6          | Baross út, sörgyár Baross út, szőnyeggyár              | | Heineken Hungária Sörgyárak Zrt. |
| 4,1           | 7          | Baross út, Déli pályaudvar                             | | Sopron-Déli pályaudvar Sopron vármegye Makett és Emlékpark |
| 4,4           | 8          | Kossuth Lajos utca, Vadász utca Kossuth Lajos utca 20. | 3, 21, 22 | Sopron-Déli pályaudvar Sopron vármegye Makett és Emlékpark |
| 5,0           | 9          | Frankenburg út                                         | 1, 2, 3Y, 10, 10B, 10Y | Soproni Kereskedelmi és Iparkamara Európa leghosszabb tere – Deák tér |
| 5,3           | 10         | Csengery utca, Elzett-udvar                            | 1, 2, 3Y, 10, 10B, 10Y, 11Y, 12, 12B | Soproni Kereskedelmi és Iparkamara Európa leghosszabb tere – Deák tér |
| 5,7           | 11         | GYSEV pályaudvar                                       | 1, 2, 3Y, 5, 5A, 5T, 7, 7A, 7B, 7T, 10, 10B, 10Y, 11, 11A, 11B, 11Y, 12, 12B, 22, 27, 27A, 27B, 27T, 27Y, 32 Helyközi és távolsági autóbuszjáratok                               | Sopron vasútállomás GYSEV Zrt. SPAR szupermarket |
| 5,9           | 13         | Mátyás király utca, Deák tér                           | 1, 2, 3Y, 5, 5A, 5B, 5T, 7, 7A, 7B, 7T, 10, 10B, 10Y, 11, 11A, 11B, 11Y, 12, 12B, 27Y, 32                                                                                        | Liszt Ferenc Konferencia- és Kulturális Központ Soproni Petőfi Színház Posta Soproni Szent Júdás Tádé-templom SOE Lámfalussy Sándor Közgazdaságtudományi Kar Európa leghosszabb tere – Deák tér |
| 6,3           | 14         | Széchenyi tér                                          | 1, 2, 3Y, 5, 5A, 5B, 5T, 7, 7A, 7B, 7T, 10, 10B, 10Y, 11, 11A, 11B, 11Y, 12, 12B, 13B, 14, 14B, 15, 15A, 22, 27, 27A, 27B, 27T, 27Y, 32, 33                                      | Liszt Ferenc Konferencia- és Kulturális Központ Soproni Petőfi Színház Posta Soproni Szent Júdás Tádé-templom SOE Lámfalussy Sándor Közgazdaságtudományi Kar Európa leghosszabb tere – Deák tér |
| 6,8           | 16         | Ógabona tér, Újteleki utca                             | 1, 2, 3Y, 5, 5A, 5B, 5T, 7, 7A, 7B, 7T, 10, 10B, 10Y, 11Y, 12, 12B, 13, 14, 14B, 15, 15A, 32, 33                                                                                 | Tűztorony Városháza Szentháromság-szobor Szent György-templom |
| 7,3           | 18         | Lackner Kristóf utca, autóbusz-állomás                 | 1, 2, 3, 3Y, 5, 5A, 5B, 5T, 5Y, 7, 7A, 7B, 7T, 8, 10, 10B, 10Y, 11Y, 12, 12B, 13, 13B, 14, 14B, 15, 15A, 17, 21, 27, 27A, 27B, 27T, 32, 33 Helyközi és távolsági autóbuszjáratok | Soproni autóbusz-állomás Soproni Rendőrkapitányság Káposztás utcai Stadion INTERSPAR áruház Vásárcsarnok                                                                                        |